# Río Wu
El río Wu, o Wu Jiang, o Wujiang (乌江), es el mayor de los afluentes meridionales del río Yangtsé. Casi todo su curso discurre dentro de la región montañosa y étnicamente diversa de Guizhou. Tiene una longitud de 1.530 kilómetros y drena una cuenca de 80.300 km², mayor que países como la República Checa, Panamá o Serbia.

## Curso
El río tiene dos fuentes, el Sacha (326 km), la rama sur, y el Liuchong (273,4 km), la rama norte. El río comienza, como río Sancha, en el oeste de la provincia de Guizhou, en el distrito de Weining, en el pie oriental de la montaña Wumeng Shan (乌蒙山, de 2.400 m), y fluye hacia el este durante un trayecto de unos 350 kilómetros. Tras unirse el Sacha y el Liuchong, el río se llama  Yachi y dobla hacia el norte, oeste y sur en un arco de unos 300 km, y se funde con el Nanmingjiang, que le aborda por la derecha. Después del Yachi, ya como río Wu describe un amplio arco al noreste por el centro de Guizhou, recogiendo quince afluentes importantes más, incluyendo el Yujiang, desde el este, el Furongjiang, desde el sur, y el Yajiang, desde el suroeste. A continuación, cruza la frontera hacia la provincia-municipio de Chongqing. Pasa por Wushan, Badong y Zigui y desemboca en el río Yangtsé en Fuling, en la región de las Tres Gargantas, unos 80 km al este-noreste de la ciudad de Chongqing. Un segmento del curso inferior del río está inundado por el embalse de la presa de las Tres Gargantas. Se han construido varias centrales hidroeléctricas a lo largo del río Wu y en algunos de sus afluentes principales.
El Wu y muchos otros afluentes del Yangtsé se encuentran muy contaminados, especialmente en su curso inferior, debido a los deficientes sistemas de aguas residuales y al vertido de residuos agrícolas. La parte baja del río ahora es adecuada únicamente para la navegación y no puede ser utilizado ni para el riego.

## Historia
Fuling es considerada como la primera ciudad a lo largo del río Wu. La ciudad fue la capital del antiguo estado Ba en la región de Sichuan, que con frecuencia entraba en conflicto con el vecino estado Chu. En la época de la dinastía Qin, el área del Wu había quedado ya bajo control de China.
Muchas de las ciudades pequeñas a lo largo del río Wu, como Gongtan, se remontan a una fecha tan antigua como 200 a. C.
La garganta Wu también se conoce como «garganta del Casco de Oro y la Armadura de Plata». El nombre proviene de una formación rocosa en forma de casco algo por encima del río y de un acantilado cubierto de pizarra plateada. Otro nombre que se le da a la garganta es «garganta del Ataúd de Hierro».

## Presas
El Wu ha sido ampliamente desarrollado por su potencial hidroeléctrico, y es importante como una generador de energía y suministro de agua a nivel regional. A partir de 2005, las presas a lo largo del curso principal tenían una capacidad para generar 1.800 MW. Casi todas estas presas fueron construidas, y son propiedad, de la Corporación Hidroeléctrica Wujiang. Esta capacidad se espera que aumente a 8.500 MW en 2010. El mayor embalse, con una presa de 232 metros (presa Goupitan), se completó en noviembre de 2004 y se prevé que empezará a funcionar en 2009. Muchas de las presas en el río Wu también sirven para desviar hacia él, esta agua con propósitos de riego.
A continuación se enumeran las 10 presas del río que están terminadas, en construcción o planificadas, en 2014, desde aguas abajo hasta aguas arriba.
- Presa Daxikou – Cancelada, 1200 MW;
- Presa Baimato – Programada, 350 MW;
- Presa Yinpan – Completada, 600 MW;
- Presa Pengshui – Completada en 2008, 1750 MW;
- Presa Shatuo – Completada, 1120 MW;
- Presa Silin – Completada, 1050 MW;
- Presa Goupitan – Completada en 2010, 3000 MW;
- Presa Wujiangdu – Completada, 1250 MW;
- Presa Suofengying – Completada, 600 MW;
- Presa Dongfeng – Completada en 1995, 695 MW.

Otras presas de la cuenca son las siguientes: Wujiang (1983, con  1130 MW) y Hongjia  (2004, con 540 MW.

## Drenaje y navegación
La cuenca hidrográfica del río Wujiang comprende unos 80.300 km² en el centro-sur de China. La cuenca ha estado siempre muy aislada y separada de gran parte del resto de la región, debido a la topografía. En la década de 1950, el curso bajo del río (480 km) fue dragado de sedimentos y cientos de rápidos fueron destruidos. (La navegación en el curso superior todavía refleja la forma en que estaba el río Yangtsé en la región de las Tres Gargantas antes de que la presa de las Tres Gargantas fuese construida.) Con la creación del embalse de las Tres Gargantas, la navegación en el río Wu ha aumentado considerablemente. Los distritos de Guizhou por los que fluye el Wu son Liupanshui, Anshun, Guiyang (la capital), Qiannan y Zunyi. Todos los distritos de Guizhou, los nueve, al menos parcialmente drenan a través del Wu.
Cerca de 40 kilómetros del curso inferior río forman un brazo de la garganta Wu (Gran garganta o Segunda garganta) de las Tres Gargantas, ahora sumergido bajo máximo de 30 metros de agua del embalse de las Tres Gargantas. A finales de 2008, las inestabilidades geológicas causaron deslizamientos de tierra con un volumen de 20.000 y 50.000 m³. Se especula que el anterior deslizamiento es parte de una pendiente mayor inestable con hasta 100.000 m³. La diapositiva este último deslizamiento provocó una ola que hundió barcos hasta a 2 kilómetros de distancia.

## Puentes

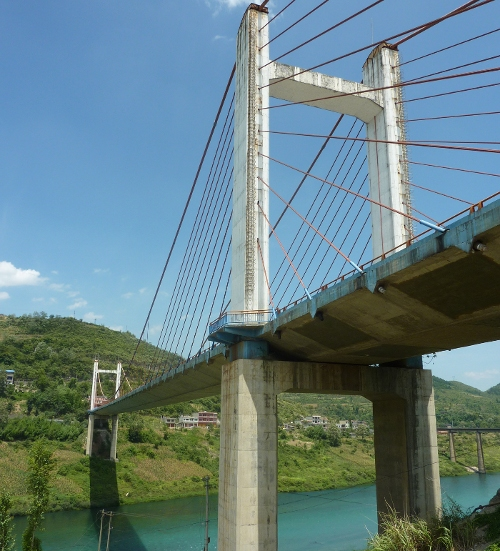
El puente Zunyi sobre el río Wu

Hay numerosos puentes espectaculares a lo largo del curso del río Wu. Entre ellos se incluyen (desde la desembocadura río arriba):   
- Puente en arco Fuling
- Puente Fuling sobre el río Wu
- Puente Jiangjiehe
- Puente Zunyi
- Viaducto de Wujiang
- Puente de la autopista Liuguanghe Xiqian (en construcción)
- Puente Liuguanghe
- Puente ferroviario Yachi (en construcción)
- Puente Yachi
- Puente ferroviario Najiehe
- Puente sobre el río Dimuhe